# Nootamaa
Nootamaa è una piccola isola disabitata nel Mar Baltico. È il punto più occidentale dei territori appartenenti all'Estonia.
Nootamaa ha una superficie di 59.000 metri quadrati ed è situata ad ovest dell'isola di Saaremaa. Insieme ad altre quaranta isole e isolotti forma il Parco Nazionale di Vilsandi, un'area ecologica protetta per gli uccelli.
Dal punto di vista amministrativo, Nootamaa fa parte del villaggio rurale di Atla, nel comune di Saaremaa. L'isola appare sulle monete da due Euro estoni.